# Jamundí
Jamundí is een stad en gemeente in het Colombiaanse departement Valle del Cauca. De gemeente telt 93.556 inwoners (2005).

## Geboren
- Luis Antonio Moreno (1970), Colombiaans voetballer
- Yuri Alvear (1986), Colombiaans judoka

- Library of Congress Control Number: n83226320
- Nationale Bibliotheek van Israël: 987007567057105171
- Virtual International Authority File: 157148815

Alcalá · Andalucía · Ansermanuevo · Argelia · Bolívar · Buenaventura · Bugalagrande · Caicedonia · Cali · Calima · Candelaria · Cartago · Dagua · El Águila · El Cairo · El Cerrito · El Dovio · Florida · Ginebra · Guacarí · Guadalajara de Buga · Jamundí · La Cumbre · La Unión · La Victoria · Obando · Palmira · Pradera · Restrepo · Riofrío · Roldanillo · San Pedro · Sevilla · Toro · Trujillo · Tuluá · Ulloa · Versalles · Vijes · Yotoco · Yumbo · Zarzal